# 3208 Lunn
3208 Lunn је астероид главног астероидног појаса чија средња удаљеност од Сунца износи 3,119 астрономских јединица (АЈ).
Апсолутна магнитуда астероида је 12,0.